# Бугенхаген, Эрик
Э́рик Бугенха́ген (англ. Eric Bugenhagen, род. 19 октября 1987, Franklin, Висконсин) — американский рестлер, блогер и бывший борец.
Наиболее известен по выступлениям в WWE под именем Рик Бугс (англ. Rick Boogs). Он является двукратным чемпионом 24/7 WWE, титул он завоевал под именем Джозеф Авередж.
Помимо карьеры рестлера, Бугенхаген также ведет канал на YouTube, посвященный силовым тренировкам и комедии.

## Карьера в борьбе
После завоевания титула чемпиона штата в средней школе Франклина в городе Франклин, Висконсин, Бугенхаген выступал за университет Висконсина под руководством Барри Дэвиса. Бугенхаген выступал за команду «Висконсин Бэджерс» с 2006 по 2011 год, начиная со второго сезона в весе 83 кг, а в младшем и старшем возрасте — в тяжелом весе. Бугенхаген дважды участвовал в чемпионатах NCAA, квалифицировавшись на турниры 2010 и 2011 годов в Омахе, Небраска, и Филадельфии, соответственно. Он занял 2-4 места на NCAA, а также боролся в отборочном турнире олимпийских игр в США. Он получил степень по кинезиологии и после окончания университета работал тренером по борьбе в своей альма-матер.

## Карьера в рестлинге

### WWE

#### NXT (2017—2021)
Дебют Бугенхагена в рестлинге состоялся 19 октября 2017 года в эпизоде WWE NXT, где он проиграл Ларсу Салливану в одиночном матче. После того как травма значительно замедлила его развитие, он вернулся в рестлинг на живых шоу NXT под именем Рик Буг. Под своим настоящим именем Бугенхаген проиграл Дрю Гулаку 6 февраля 2019 года на NXT в своем телевизионном дебюте. В эпизоде WWE Worlds Collide от 1 мая 2019 года он принял участие в матче Battle Royal из 20 человек под именем Рик Бугез. В эпизоде NXT от 21 февраля 2019 года Бугез в команде с Дензелом Дежурнеттом безуспешно противостоял тогдашним командным чемпионам NXT, The Viking Raiders (Ивар и Эрик). Заметное противостояние в его карьере произошло в эпизоде NXT от 22 февраля 2020 года, где Бугез безуспешно противостоял Финну Балору, проиграв ему.
Бугез несколько раз появлялся в качестве статиста на основных шоу, был одним из многих исполнителей NXT, которых использовали как часть импровизированной толпы на Raw в начале пандемии COVID-19 в 2020 году. В преддверии WrestleMania 37 Бугез сыграл персонажа представителя Old Spice Джозефа Авереджа / Ночную пантеру в нескольких закулисных рекламных роликах, затем на Fastlane и после WrestleMania 37, он победил R-Truth и Акиру Тодзаву, дважды завоевав титул чемпиона 24/7 WWE, хотя второе чемпионство не было официально признано WWE.

#### Альянс с Синсукэ Накамурой (2021—2023)
21 мая 2021 года Бугез, теперь уже под измененным именем Рик Бугз, дебютировал на SmackDown, выведя на ринг Синсукэ Накамуру с электрогитарой. Дебют на ринге состоялся на эпизоде SmackDown 20 августа, когда он в команде с Накамурой победил Аполло Крюса и Командира Азиза. На WrestleMania 38 вместе с Накамурой участвовал в матче за командное чемпионство WWE SmackDown против Братьев Усо и получил тяжелую травму — порванный квадрицепс и надрыв связки надколенника.

#### Raw (с 2023)
После девятимесячного отсутствия из-за травмы, Бугс вернулся 30 января 2023 года в эпизоде Raw, где был представлен как новый член ростера и победил Миза в импровизированном матче.

### Evolve (2020)
Бугенхаген, как Рик Бугез, провел свой первый матч на независимой сцене на EVOLVE 143, мероприятии, продвигаемом Evolve во время их отношений с WWE, 17 января 2020 года, где он встретился с Джо Гейси и проиграл. Спустя день, на EVOLVE 144, Бугез одержал свою первую победу, победив Энтони Грина.

## Титулы и достижения
WWE
- Чемпион 24/7 WWE (2 раза)[12]